# Znamjanka Druha
Znamjanka Druha (Oekraïens: Знам'янка Друга) dit is een dorp in Oekraïne in de oblast Kirovohrad.

## Geografie
Het dorp ligt aan de rand van het Zwarte Woud, op 3 km van de stad Znamjanka

## Geschiedenis

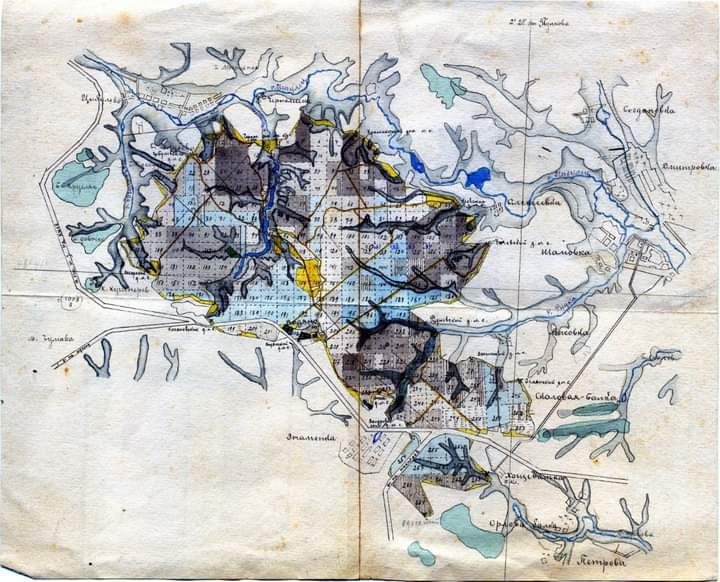
kaart van het einde van de 19e eeuw

De nederzetting werd gesticht in 1730. De naam van het treinstation en de stad Znamjanka is ervan afgeleid.
Tijdens de Holodomor kwamen minstens 12 inwoners van het dorp om het leven .

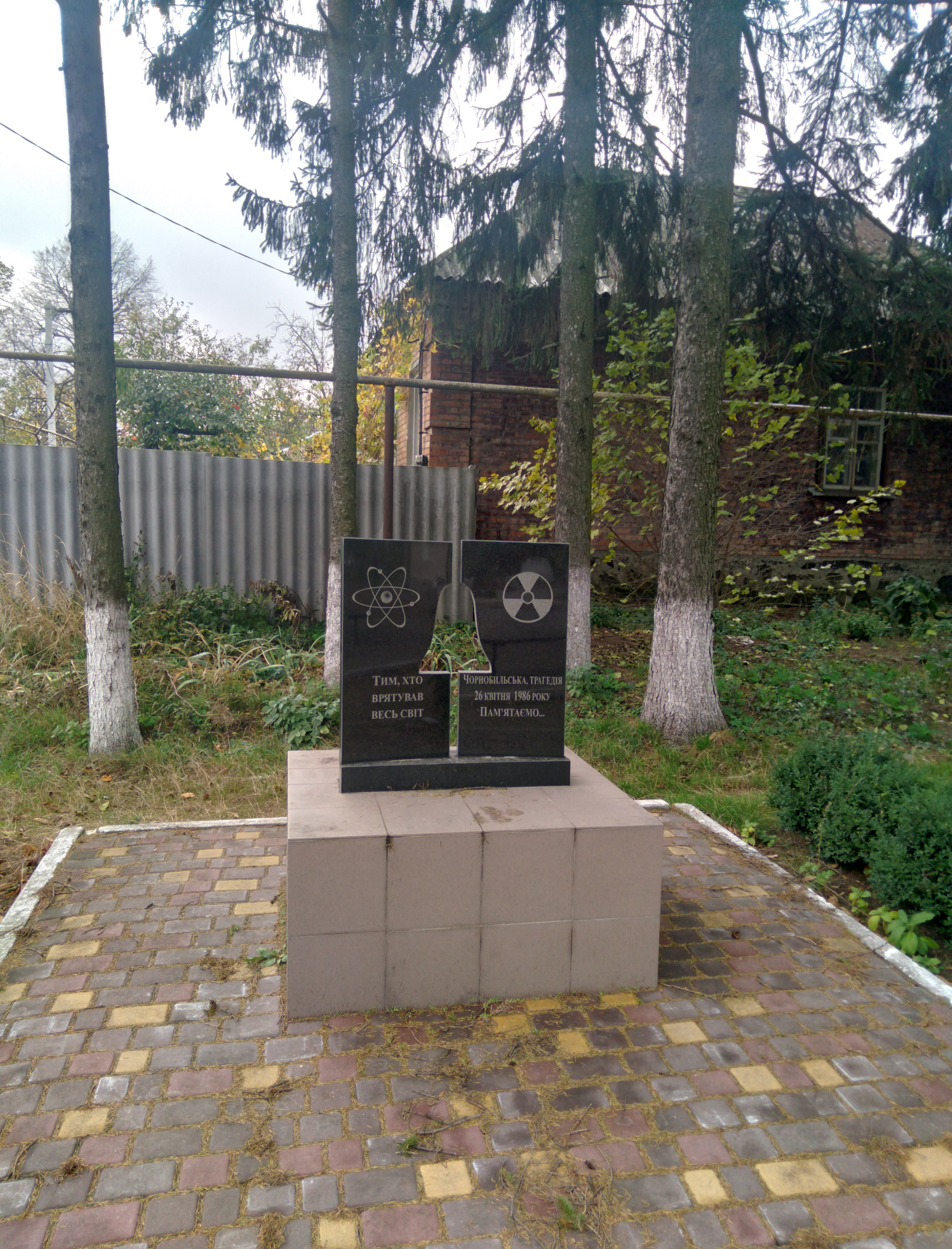
een monument voor de vereffenaars van de gevolgen van de Kernramp van Tsjernobyl

Sinds 1938 heeft het de status van een stedelijke nederzetting.
Op 17 juli 2020 werd het district, als onderdeel van de grote districtshervorming, samengevoegd met het district Kropyvnytskyi.
Op 25 oktober 2020 werd het dorp, als onderdeel van de decentralisatie, onderdeel van de nieuw opgerichte stedelijke gemeenschap van Znamjanka.

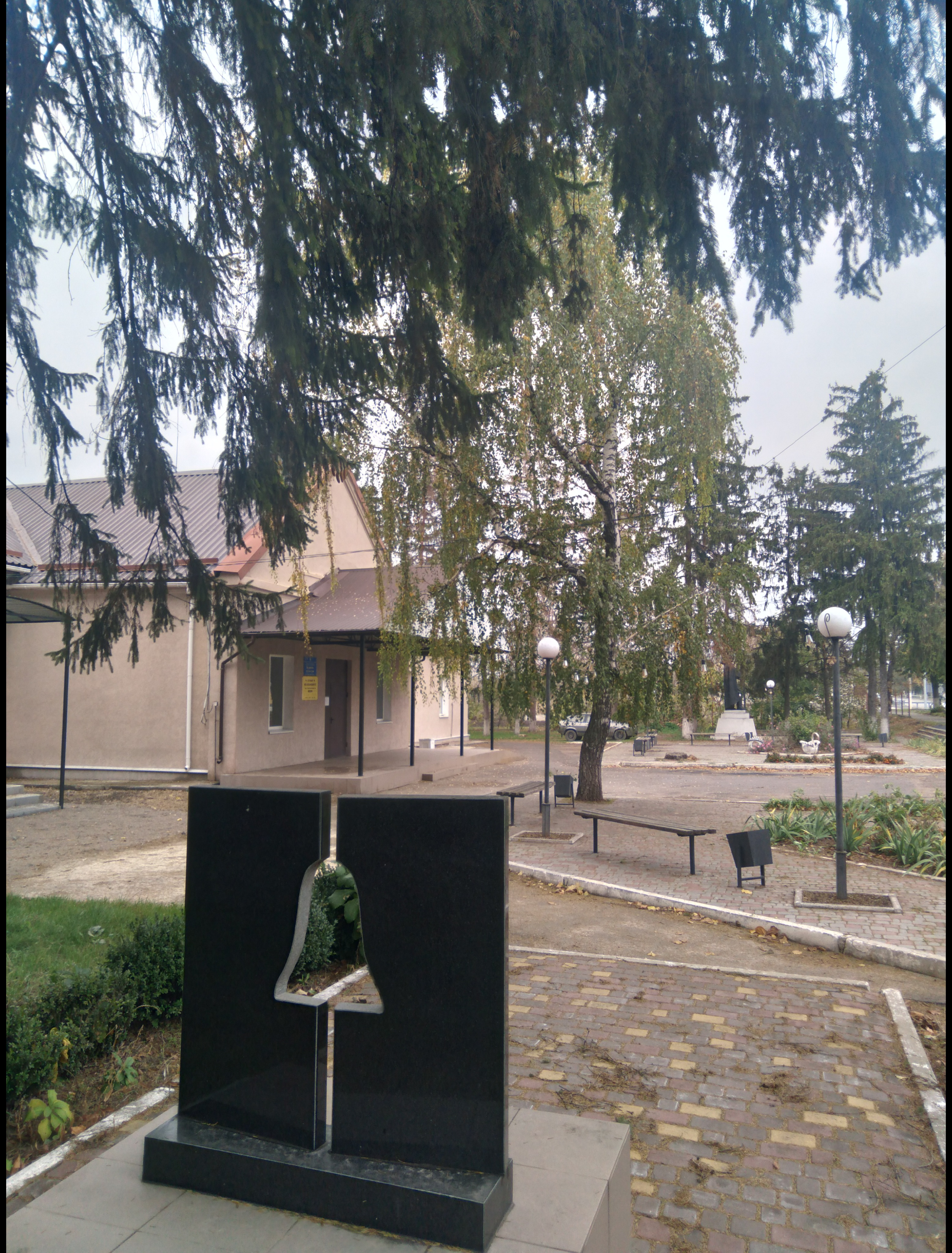
administratief gebouw

Op 31 december 2022 werd een nieuwe brug geopend voor het verkeer. Voor de bouw van deze brug werd 215 miljoen hryvnia uitgegeven.